# Apetlon
Apetlon (en húngaro: Mosonbánfalva) es una ciudad localizada en el Distrito de Neusiedl am See, estado de Burgenland, Austria.
- Datos: Q618270
- Multimedia: Apetlon / Q618270

1. ↑  Worldpostalcodes.org, código postal n.º 7143.